# Janusz Kurczab
Janusz Kurczab (ur. 6 września 1937 w Warszawie, zm. 11 kwietnia 2015 w Łasku) – polski szermierz, taternik i alpinista. Z wykształcenia trener alpinizmu.

## Życiorys
W latach 1955–1973 uprawiał szermierkę. Był dwukrotnym indywidualnym (1961 i 1965) oraz czternastokrotnie drużynowym mistrzem Polski w szpadzie, uczestnikiem igrzysk olimpijskich w 1960 r. w Rzymie, współzdobywcą z drużyną szpadową CWKS Legia Warszawa pierwszego w historii polskiego sportu drużynowego Pucharu Europy w 1961 r.

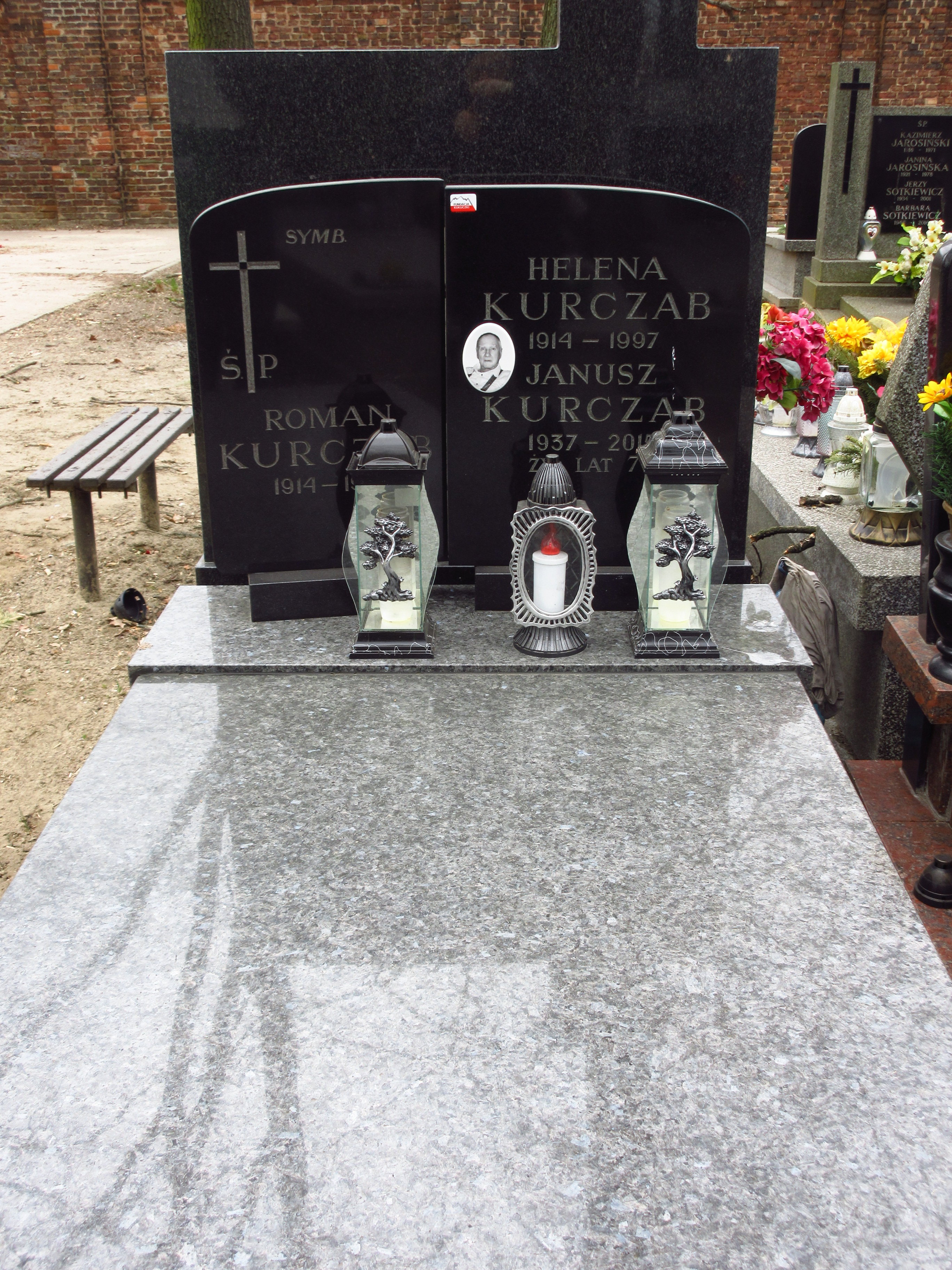
Grób Janusza Kurczaba na Cmentarzu Bródnowskim.

W latach 1957–1996 uprawiał taternictwo, alpinizm i himalaizm. W swoim dorobku miał szereg pierwszych wejść w Tatrach i Alpach. Kierował sześcioma wyprawami w Hindukusz, Karakorum i Himalaje, w tym zdobywczą na Shispare (1974) i narodową na K2 (1976).
Był wybitnym znawcą polskiego i światowego alpinizmu i himalaizmu, autorem wielu artykułów i książek o tematyce górskiej i wspinaczkowej, redaktorem kwartalnika „Taternik” w latach 2003–2007, aktywnym instruktorem alpinizmu. Pod jego okiem zdobywał szlify taternickie m.in. Jerzy Kukuczka. W latach 2004–2011 był członkiem Kapituły Nagrody Środowisk Wspinaczkowych „Jedynka”. Był redaktorem internetowego serwisu wspinanie.pl. Odpowiadał za powstanie multimedialnego muzeum górskiego w Centrum Górskim „Korona Ziemi” w Zawoi Morgach.
Trzykrotnie został odznaczony Złotym Medalem za Wybitne Osiągnięcia Sportowe. W marcu 2015 r. otrzymał na największym festiwalu podróżniczym w Europie – 17. Ogólnopolskich Spotkaniach Podróżników, Żeglarzy i Alpinistów nagrodę Super Kolosa za całokształt dokonań. Zdrowie nie pozwoliło mu już przyjechać do Gdyni, w ceremonii uczestniczył zdalnie. Po jego śmierci, za zgodą najbliższych, statuetkę przekazano do Muzeum Sportu i Turystyki w Warszawie. 25 kwietnia 2015 prezydent RP Bronisław Komorowski odznaczył Janusza Kurczaba pośmiertnie Krzyżem Kawalerskim Orderu Odrodzenia Polski „za wybitne zasługi dla rozwoju sportów wysokogórskich, za promowanie imienia Polski w świecie”.
Zmarł po długiej i ciężkiej chorobie. 17 kwietnia 2015 roku został pochowany na cmentarzu Bródnowskim w Warszawie (kwatera 114T-6-31).
Ku jego czci nazwano turnicę na wschodniej ścianie Mięguszowieckiego Szczytu, w obrębie której przebiegały dwie drogi wspinaczkowe: Kurczaba V (1962) i Mączki VI (1976). 22 października 2021 uległa ona zawaleniu, wywołując kamienną lawinę.

## Osiągnięcia wspinaczkowe

### Tatry
- 1962 – nowa droga na filarze Kazalnicy (wraz z Eugeniuszem Chrobakiem, Zygmuntem Andrzejem Heinrichem i Krzysztofem Zdzitowieckim),
- 1964 – nowa droga Wielkim Ściekiem na północno-wschodniej ścianie Kazalnicy (z Samuelem Skierskim i Andrzejem Skłodowskim),
- 1964 – nowa droga na wschodniej ścianie Młynarczyka (z Wojciechem Biedermanem i Maciejem Pogorzelskim),
- 1970 – nowa droga na północno-wschodniej ścianie Małego Młynarza (wraz z Wojciechem Kurtyką i Michałem Gabryelem),
- 1971 – Wielki Ściek na północno-wschodniej ścianie Kazalnicy – pierwsze przejście zimowe (wraz z Michałem Gabryelem, Markiem Kęsickim, Wojciechem Kurtyką, Andrzejem Mierzejewskim i Januszem Skorkiem.

Łącznie około czterdziestu pierwszych przejść.

### Alpy

#### Przejścia letnie
- 1963 – Monte Civetta (Punta Tissi) – pierwsze polskie przejście drogą Philipp-Flamm (razem z Ryszardem Szafirskim),
- 1963 – trzecie przejście Filara Wiewiórek na Cima Ovest di Lavaredo (razem z Ryszardem Szafirskim),
- 1967 – Les Droites – wytyczenie nowej drogi lewym filarem północno-wschodniej ściany (wraz z Maciejem Kozłowskim),
- 1971 – Aiguille Noire – pierwsze polskie przejście drogą Ratti-Vitali (razem z Wojciechem Kurtyką),
- 1973 – Mont Blanc – pierwsze polskie przejście drogą Major na wschodniej ścianie (razem z Barbarą Kozłowską, Jerzym Kukuczką i Markiem Łukaszewskim).

#### Przejścia zimowe
- 1964 – Tofana di Rozes – pierwsze przejście zimowe direttissimy południowej ściany drogą Stössera, {razem z Jerzym Krajskim, Ryszardem Rodzińskim i Ryszardem Szafirskim),
- 1969 – Cima Scotoni – drugie przejście zimowe drogi Ivano Dibony (z Andrzejem Mrozem),
- 1971 – Wielki Filar Narożny Mont Blanc – pierwsze przejście zimowe (wraz z Andrzejem Dworakiem, Andrzejem Mrozem i Tadeuszem Piotrowskim),
- 1973 – Marmolada – pierwsze przejście zimowe drogi Via dell'Ideale na południowej ścianie (razem z Jerzym Kukuczką, Marianem Piekutowskim, Januszem Skorkiem i Zbigniewem Wachem).

### HindukusziKarakorum
- 1972 – Noszak – pierwsze przejście 1500-metrowej ściany południowo-zachodniej w stylu alpejskim (wraz z Janem Holnickim-Szulcem i Krzysztofem Zdzitowieckim)
- 1974 – Ghenta Sar (7090 m n.p.m.) – pierwsze wejście (samotnie)
- 1974 – Shispare – kierownik wyprawy, pierwsze wejście: Hubert Bleicher, Leszek Cichy, Marek Grochowski, Jan Holnicki-Szulc, Andrzej Młynarczyk, Herbert Oberhofer i Jacek Poręba
- 1976 – K2 – kierownik wyprawy, zaawansowana próba poprowadzenia nowej drogi zakończona na wysokości 8400 m n.p.m. (Eugeniusz Chrobak i Wojciech Wróż)

## Publikacje
- Filar Kazalnicy, Sport i Turystyka, Warszawa, 1976
- Shisparé, góra wyśniona, Wydawnictwo „Sport i Turystyka”, Warszawa, 1976
- Ostatnia bariera. Wyprawa na K2 – drugi szczyt świata, Sport i Turystyka, Warszawa, 1980, ISBN 83-217-2268-7.
- Na szczytach Himalajów (razem ze Zbigniewem Kowalewskim), Sport i Turystyka, Warszawa, 1983, ISBN 83-217-2412-4.
- Zeszyty AWF Kraków, nr 61, 1990 – praca dyplomowa o historii alpinizmu w Alpach
- Najpiękniejsze szczyty tatrzańskie (razem z Markiem Wołoszyńskim), Sport i Turystyka, Warszawa, 1991, ISBN 83-217-2686-0.
- Nepal. Przewodnik trekingowy, Wydawnictwo EXPLO, Gliwice, 1993, ISBN 83-900-4807-8.
- Filar Kazalnicy oraz historia zdobywania ściany Kazalnicy Mięguszowieckiej, Wydawnictwo EXPLO, Gliwice 1995, ISBN 83-86054-40-9.
- Najpiękniejsze polskie szczyty, Wydawnictwo MUZA S.A., 1999, ISBN 83-7200-445-5.
- Polskie Himalaje, tomy I – VI: Pierwsi zdobywcy, Lodowi wojownicy, Wielkie wspinaczki, Panie w górach, Największe tragedie, Leksykon polskiego himalaizmu, Wydawnictwo Agora S.A. – Biblioteka Gazety Wyborczej, Warszawa 2008, ISBN serii 978-83-7552-377-5
- Wokół Annapurny i Dhaulagiri. Trasy i szczyty trekkingowe, Wydawnictwo Sklep Podróżnika, Warszawa 2011, ISBN 978-83-7136-080-0.
- Wokół Everestu i Makalu. Trasy i szczyty trekkingowe, Wydawnictwo Sklep Podróżnika, Warszawa 2011, ISBN 978-83-7136-084-8.
- Himalaje Nepalu. Przewodnik trekkingowy, Wydawnictwo Sklep Podróżnika, Warszawa 2013, ISBN 978-83-7136-094-7.
- Na tle nieba. Wspomnienia polskich wspinaczy z Tatr, Alp i Kaukazu (razem z Maciejem Bernattem, Stanisławem Bielem, Zbigniewem Jurkowskim), Wydawnictwo Sklep Podróżnika, Warszawa, 2015, ISBN 978-83-7136-110-4.